# Digital Linear Tape
Digital Linear Tape (DLT) je záznamové médium pro velkokapacitní zálohovací zařízení.
Používá technologii magnetického pásku pro záznam a uchování počítačových dat. Systém byl vyvinut v roce 1984 americkou společností Digital Equipment Corporation.